# Contiki

Contiki（読み: コンチキ, コンティキ）は、ネットワーク化され小メモリで低電力消費のIoT機器で使われることに主に焦点を当てた、オープンソースのオペレーティングシステム (OS) である。8ビットコンピュータや組み込みコンピュータ向け。たとえば、屋外・街中などに設置される、IoT化された街路灯、騒音計、放射線量測定機などで使われることが想定されている。
ネットワークやマルチスレッド、GUIなどをサポートしつつ、8ビットコンピュータなどのメモリの少ないマシンでも実行できるのが特徴である。計算資源の限られた組み込み系機器が主体となる、Internet of Thingsの実装にも用いられる。
2003年、Swedish Institute of Computer ScienceにおいてAdam Dunkelsを中心に開発された。当初、Commodore 64向けのオペレーティングシステムであったが、現在はさまざまなコンピュータや組み込みシステムに移植されている。
トール・ヘイエルダールらによって建造された大型の筏として知られているコンティキ号が名前の由来である。

## バージョンについて

### Contiki 2.x系
現在開発が進められているバージョンである。ソースツリー上はCPUとプラットフォームが分離され、既存のCPUアーキテクチャへのプラットフォーム対応が楽になった。
また、ワイヤレスセンサーネットワーク (WSN) への対応が行われ、単に古いコンピュータを活用するだけではなく、小さいフットプリントを生かした新しい環境での動作にも力を入れている。

### 最新のバージョン
2015年8月25日現在
- リリース版: Contiki 3.0 (2015年8月25日リリース)
- ソースコードレポジトリー

## 対応アーキテクチャ
2010年4月現在、最新のCVSリポジトリにおいて対応しているアーキテクチャは以下のとおり(開発中のものを含む)。

### CPU
- 6502
- at91sam7s
- AVR
- MSP430
- x86
- Z80
- 8051（TI CC2430）

### プラットフォーム
- Apple II
- Commodore 64
- NEC PC-6001
- Windows 32ビット
- NEC PCエンジン
- SEGA Dreamcast
- 任天堂ゲームボーイ
- CrossbowセンサネットワークMICAz
- WGN社（ワイヤレスグルーネットワークス） ZCC-2431-M 「Brione」：TI CC2430/31系＋加速度センサー（日本電波法取得済無線モジュール）